# Jindřich František Schlik
Jindřich František Schlik (celým jménem Jindřich František Josef Antonín Sigmund Maria hrabě Schlik z Holíče a Pasounu; 23. prosince 1916 Vokšice – 30. dubna 2004 Jičín) byl český šlechtic z rodu Schliků, český vlastenec, signatář Prohlášení české a moravské šlechty ze září 1939, profesní rytíř a v letech 1996–2002 velkopřevor českého velkopřevorství řádu Maltézských rytířů v Praze.

## Život

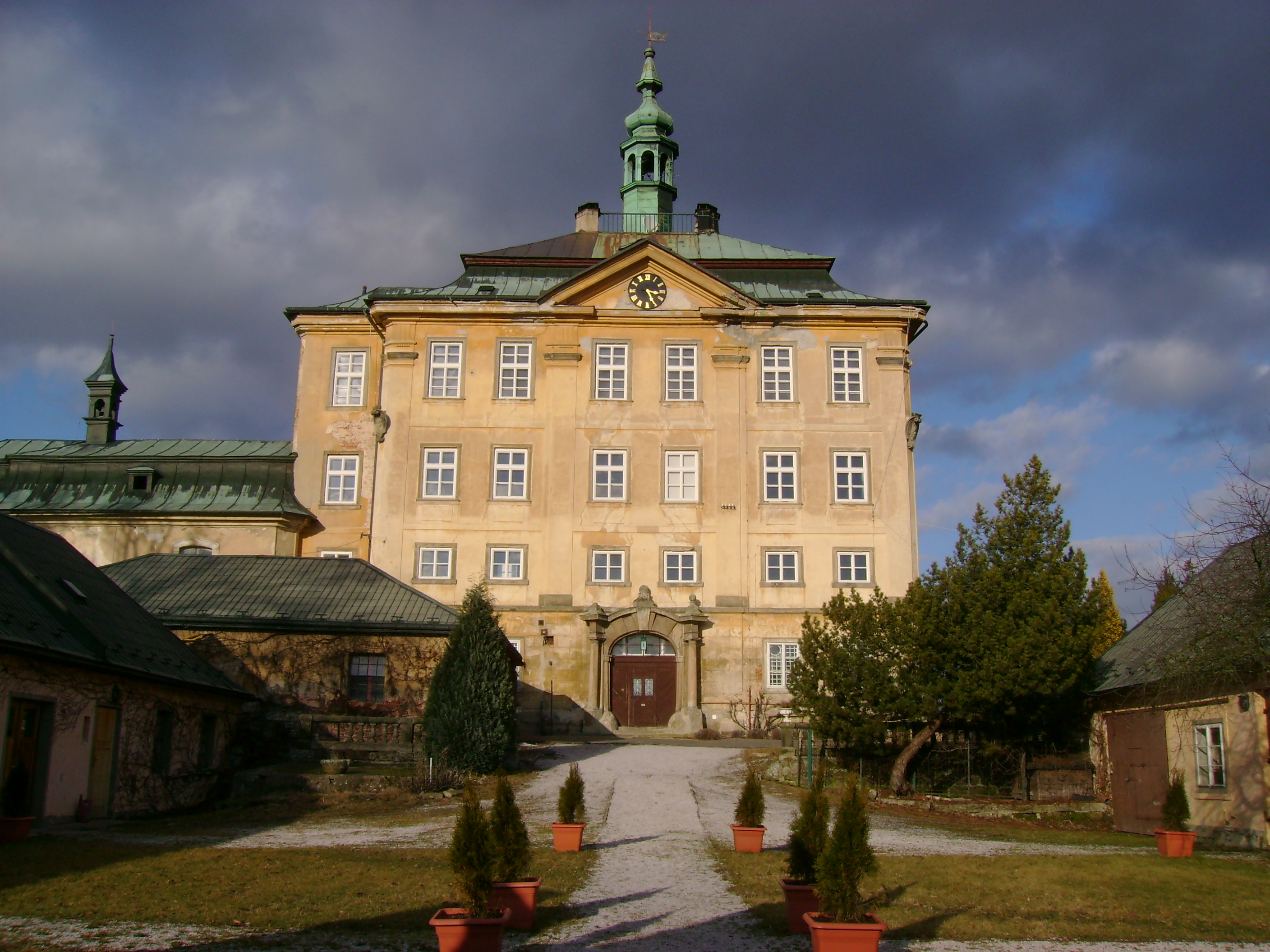
Zámek Jičíněves

Narodil se jako třetí syn Jindřicha Marii Schlika (1875–1957), majorátního pána na zámcích Jičíněves a Vokšice, a jeho manželky Margarety z Thun-Hohensteinu (1885–1968).
Jako vlastenec podepsal Prohlášení české a moravské šlechty ze září 1939 – společně se svým otcem Jindřichem Mariou Schlikem a bratry Františkem (1914–2005), Zikmundem (1916–1988) a Ondřejem (1917–1942). 
Jindřich absolvoval vojenskou akademii v Hranicích, aktivně působil v armádě jako důstojník. Po komunistickém puči byl jeho rodičům znárodněn majetek. On sloužil u posádky v Klatovech jako štábní kapitán. Z armády byl ve svých třiceti šesti letech donucen odejít, ale hodnost mu zůstala. Poté vystřídal několik dělnických zaměstnání, pracoval jako traktorista, vykládal železniční vagóny, byl pomocným dělníkem ve slévárně, montérem na lise a odchodil vrtmistrovský kurz.
Po okupaci Československa vojsky Varšavské smlouvy emigroval do Rakouska a v roce 1971 se stal komturem komendy maltézských rytířů v Mailbergu. Sehnal prostředky na opravu tamějšího zámku a otevřel tam muzeum o historii maltézských rytířů, ubytovnu a kulturní sál.
Po sametové revoluci byl jeho rodu vrácen majetek v restituci. Vlastní např. zámek v Jičíněvsi.